# Байыр, Таджеттин
Таджеттин Байыр (тур. Tacettin Bayır; род. 1 января 1960) — турецкий политик.

## Биография
Родился в селении Мордоган, расположенном в районе Карабурун близ Измира. После окончания школы открыл собственную ремонтную мастерскую. После этого работал там и одновременно учился в «Aksam School of Commerce». Дважды был делегатом торговой палаты Измира.
В 1983 году стал одним из основателей социал-демократической партии. Вскоре в результате объединения с народной партией была создана социал-демократическая народная партия.
Перед парламентскими выборами 1999 года Байыр занимал 7 место из 43 в партийном списке кандидатов в депутаты, но партия не смогла пройти в парламент. В 2011—2012 годах Байыр занимал должность главы регионального отделения республиканской народной партии в Измире. Также входил в консультативный совет партии и занялся продвижением партии перед выборами.
В июне 2015 года был избран членом Великого национального собрания. Вскоре после избрания Байыр объявил, что будет использовать свою депутатскую зарплату, чтобы платить 300 студентам ежемесячную стипендию в размере 300 лир. Жена Байыра заявила, что была сформирована комиссия, которая каждый месяц будет выбирать 50 стипендиатов.
21 апреля 2018 года стал одним из 15 членов республиканской народной партии перешедших в основанную Мераль Акшенер «Хорошую партию»

### Личная жизнь
Женат, двое детей.